# 880年
| 千纪： | 1千纪                                                                                           |
| 世纪： | 8世纪 \| 9世纪 \| 10世纪                                                                        |
| 年代： | 850年代 \| 860年代 \| 870年代 \| 880年代 \| 890年代 \| 900年代 \| 910年代                       |
| 年份： | 875年 \| 876年 \| 877年 \| 878年 \| 879年 \| 880年 \| 881年 \| 882年 \| 883年 \| 884年 \| 885年 |
| 纪年： | 庚子年（鼠年）；唐廣明元年；南诏贞明承智大同四年；黄巢王霸三年，金统元年；日本元慶四年          |

## 大事记
- 中国
  - 黄巢攻陷東都洛陽，張承范失守潼關，唐僖宗與宦官田令孜出逃至興元。
- 拜占庭帝国
  - 凯法利尼亚岛之战（英语：Battle of Cephalonia）：一艘拜占庭帝国的军舰在Nasar（英语：Nasar）将军的指挥下，驶向伊奧尼亞群島。在一次夜间作战中，Nasar打败了Aghlabids（英语：Aghlabids）人。战场位于凯法利尼亚岛附近（如今的希腊）。

## 出生
- 源等
- 王仁裕
- 瞎子路易
- 耶律覿烈
- 艾尔·苏里
- 藤原忠平
- 钱元璲

## 逝世
- 卡洛曼
- 卢携
- 廣德公主 (唐朝)
- 張璘
- 李㥽
- 李克讓
- 林慎思
- 薛能